# Two International Finance Centre
Das Two International Finance Centre, kurz Two IFC (chinesisch 國際金融中心二期 / 国际金融中心二期, Pinyin Guójì Jīnróng Zhōngxīn Èrqī, Jyutping Gwok3zai3 Gam1jung4 Zung1sam1 Ji6kei4) an der Finance Street und Man Po Street ist ein Wolkenkratzer in Hongkong, im Stadtviertel Central. Sein Grundstein wurde 2000 gelegt, nach dreijähriger Bauzeit wurde es 2003 eröffnet. Der Wolkenkratzer ist mit einer offiziellen Höhe von 412 Metern das momentan zweithöchste Gebäude Hongkongs nach dem International Commerce Centre (484 Meter).

## Beschreibung
Mit 412 Metern ist es nur fünf Meter niedriger als das frühere World Trade Center in New York (417 Meter, mit Antenne jedoch 527 Meter). Die Etagen 14 und 24 wurden ausgelassen, da die Zahlen auf Chinesisch – genauer: Kantonesisch – homophon klingen wie „du stirbst sicherlich“ (kant. sat6sei2) oder „stirbt leicht“ (kant. ji6sei2) und somit in der chinesischen Kultur Hongkongs Unglück verheißen (siehe Tetraphobie). Damit hat das Gebäude tatsächlich 86 Etagen, auch wenn manche Quellen von 88 Geschossen sprechen. Das Gebäude besitzt eine Gesamtfläche von 185.805 m².
2 IFC, wie es auch genannt wird, ist das zweithöchste Gebäude in Hongkong nach dem 484 Meter hohen International Commerce Centre, das 2010 fertiggestellt wurde. Von 2003 bis 2010 war es der höchste Wolkenkratzer der Stadt.
Das Gebäude ist eines der wenigen, in dem doppelstöckige Lifte eingesetzt werden. Allerdings werden diese nur von den Mitarbeitern genutzt. Eine Ausnahme ist das 55. Stockwerk, welches kostenlos für Besucher zugänglich ist und eine Ausstellung über die Geschichte des Hongkong-Dollars beherbergt. Außerdem befindet sich das HKMA, Hongkongs Währungsamt, im obersten Geschoss des Bauwerks.
Von Oktober bis November 2003 war an der Fassade des Gebäudes ein rund 230 Meter hohes Werbeplakat zu sehen, welches rund 50 Stockwerke bedeckte. Dieses Plakat von Financial Times, HSBC und Cathay Pacific war das größte, das je an einem Hochhaus zu sehen war.
Schon vor seiner Fertigstellung war 2 IFC in Film und Fernsehen zu sehen. Im Film Lara Croft: Tomb Raider – Die Wiege des Lebens (2003) springen Angelina Jolie und ihr Partner mit Wingsuits aus dem noch nicht vollendeten obersten Stock.
Zusammen mit dem kleineren Zwillingsgebäude 1 IFC, dem Four Seasons Place und dem Four Seasons Hotel bildet dieser Gebäudekomplex das Finanzzentrum von Hongkong und dient zusammen mit dem Union Square Phase 7 als Tor zum Victoria Harbour.

## Ansichten

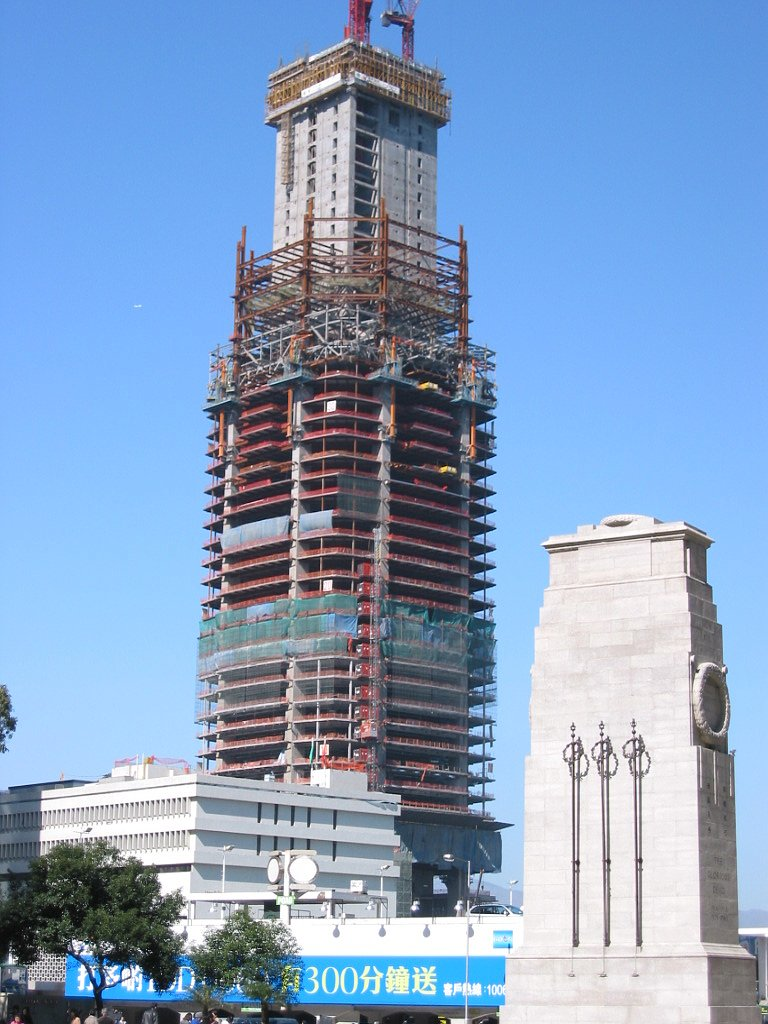
2 IFC – Bauphase, Dezember 2001
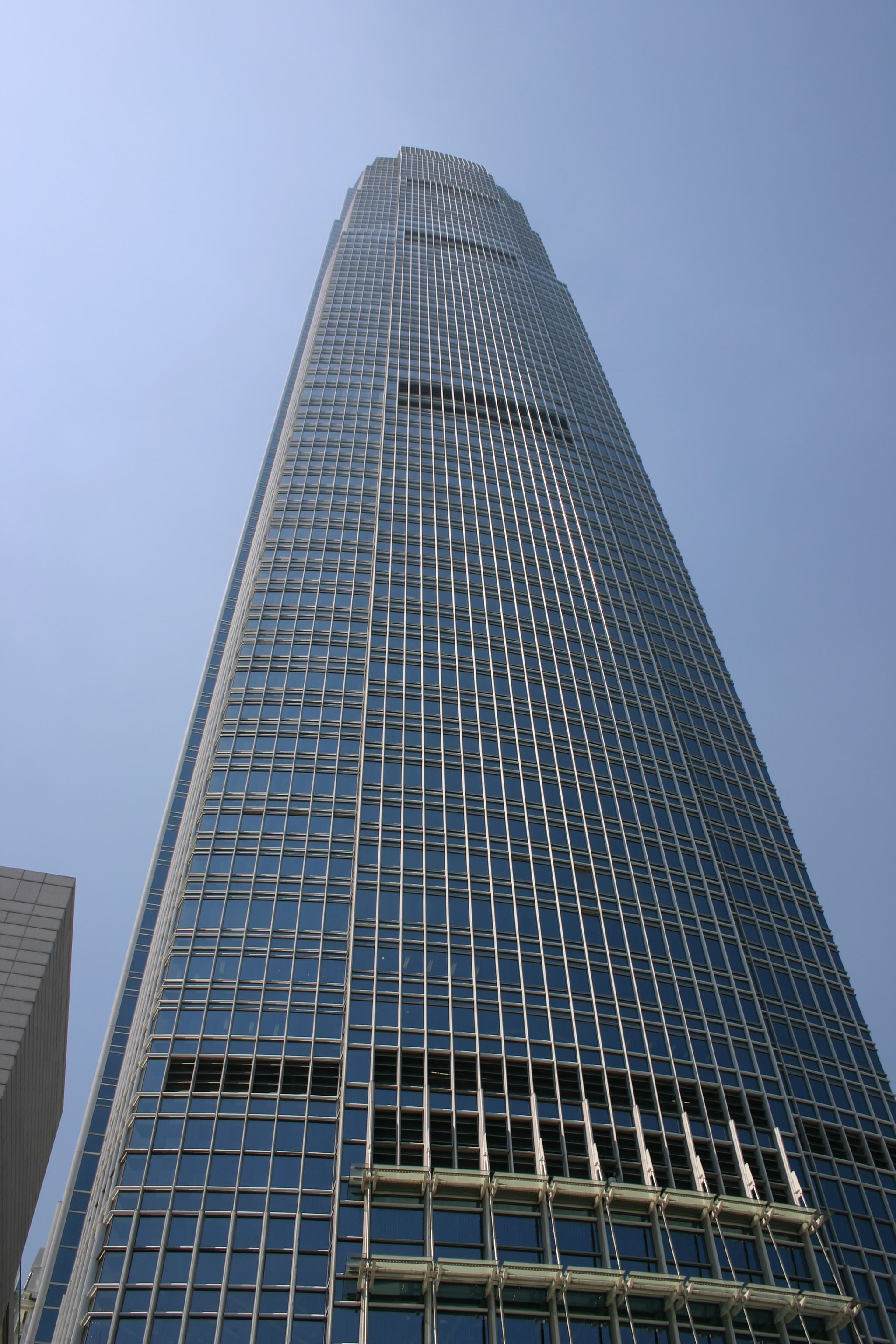
2 IFC – Fassade, Oktober 2004
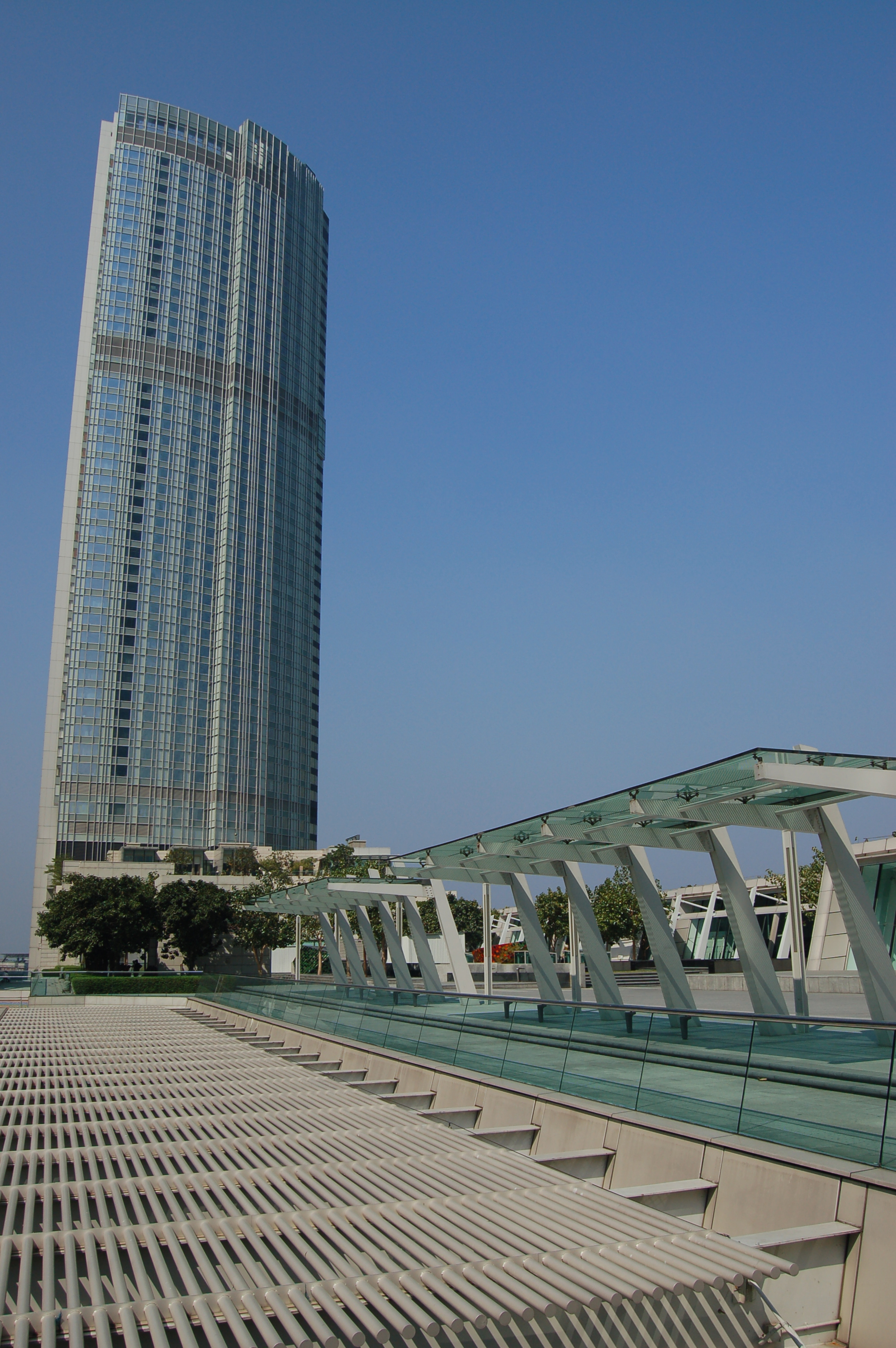
2 IFC – Dachgarten Shoppingmall, 2007
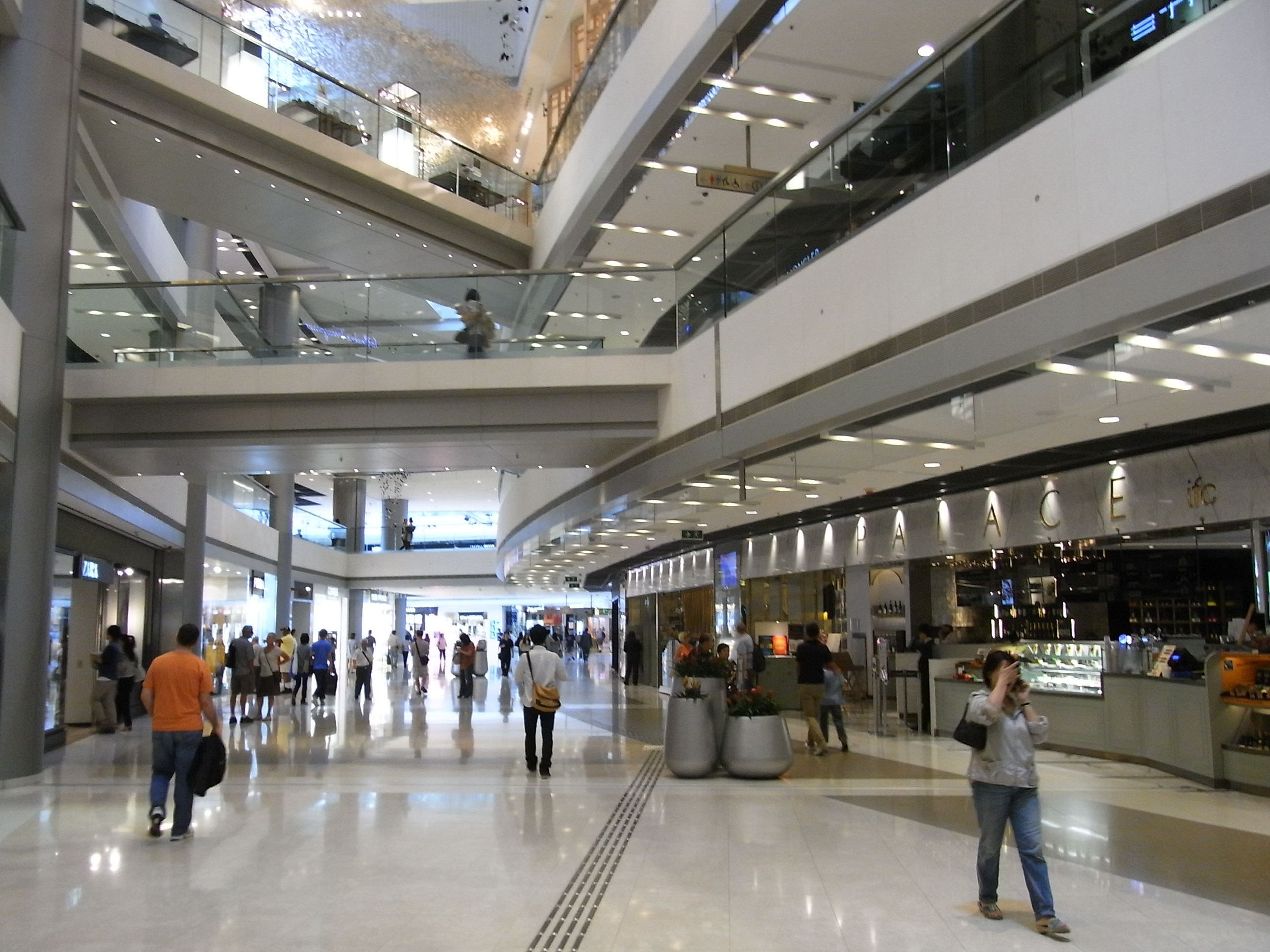
2 IFC – Innenraum Shoppingmall, 2012
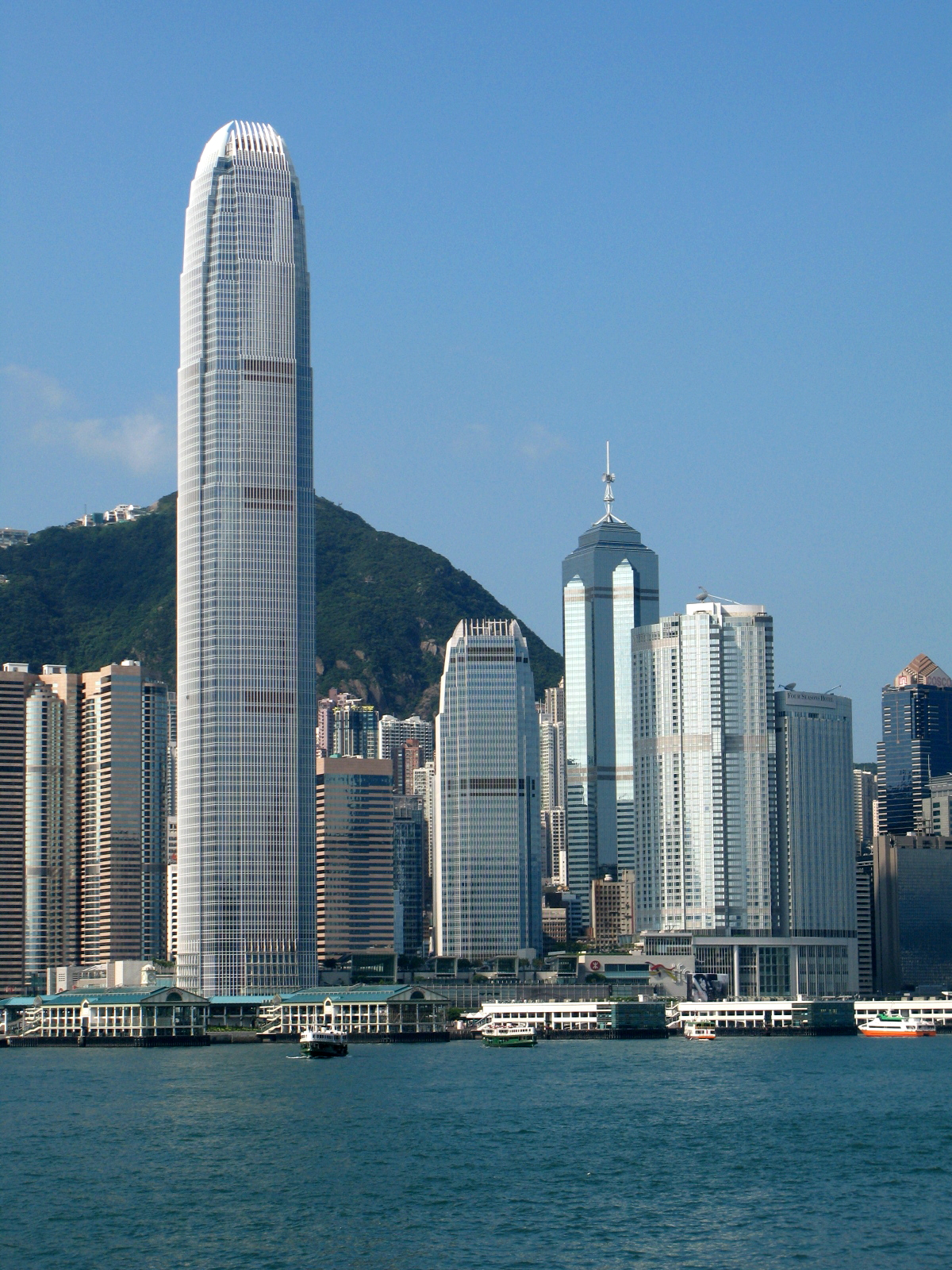
2 IFC – Skyline und Kontext, 2008
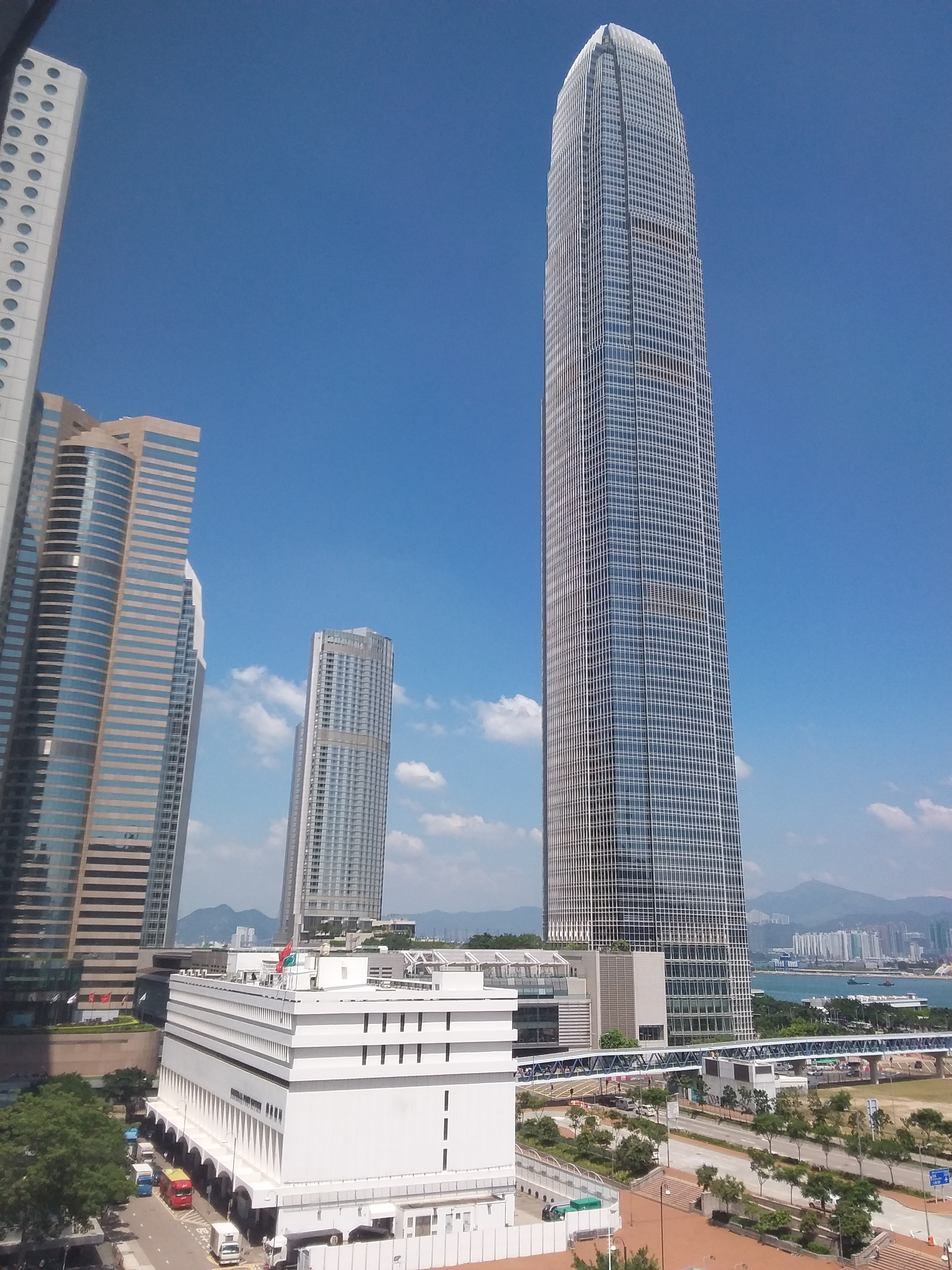
2 IFC – Stadtraum und Kontext, 2018
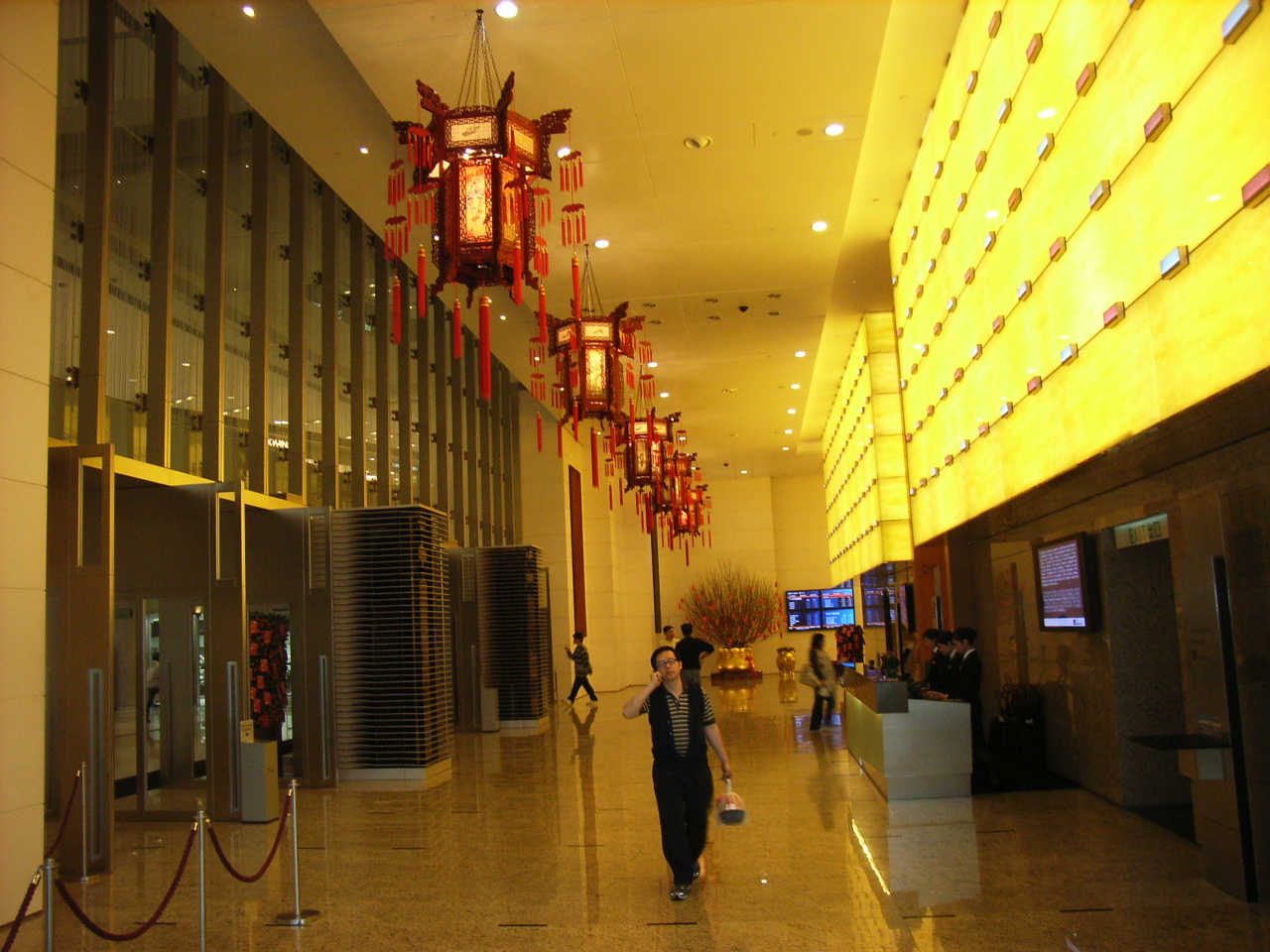
2 IFC – Lobby zum Neujahr, 2007
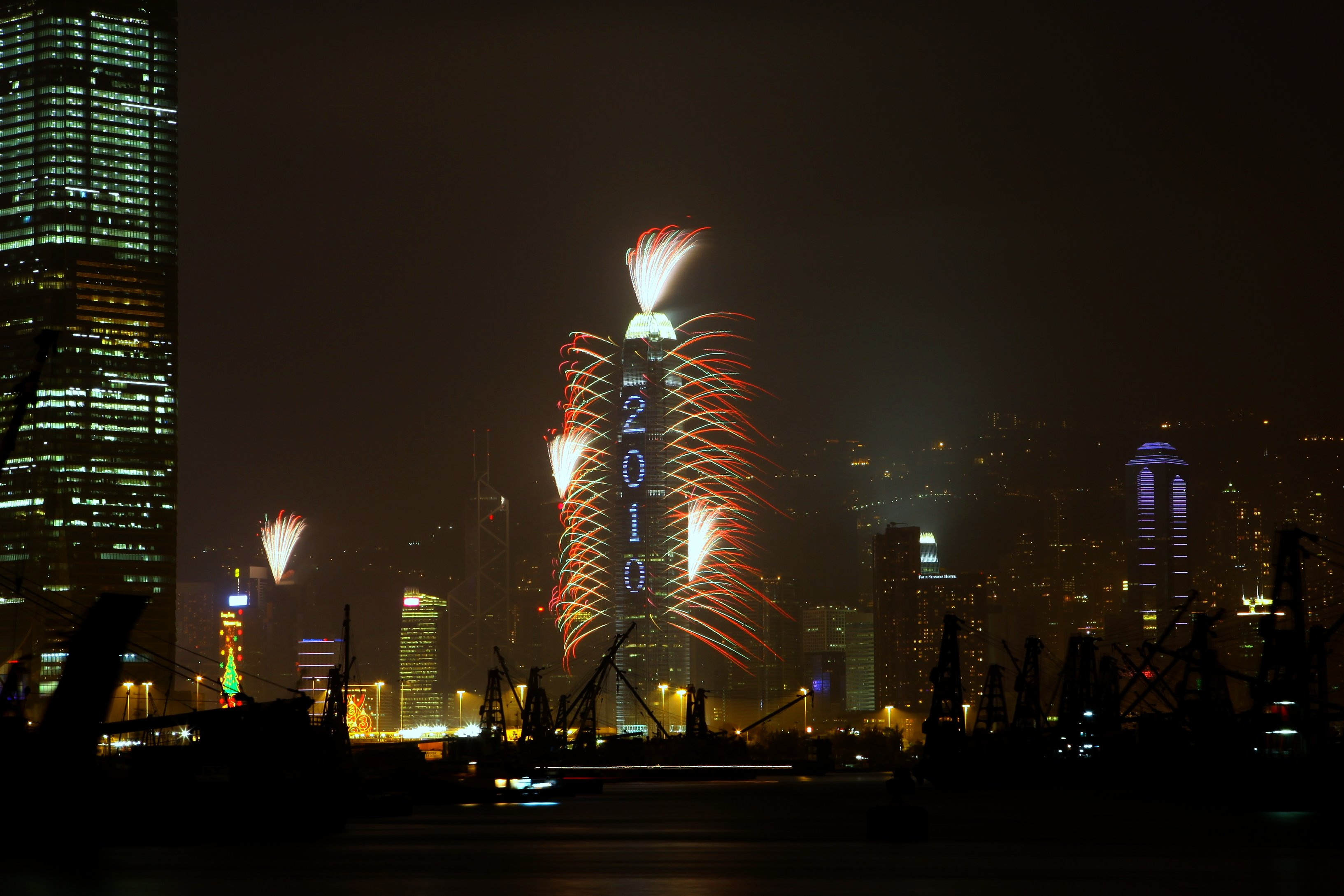
2 IFC – Silvester, 2010–2011